# Ardisia doeringiana
Ardisia doeringiana är en viveväxtart som beskrevs av Jacob von Malm. Ardisia doeringiana ingår i släktet Ardisia och familjen viveväxter. Inga underarter finns listade i Catalogue of Life.